# Péter Besenyei

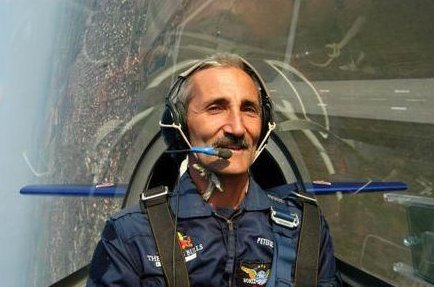
Péter Besenyei

Péter Besenyei (Körmend, 8 juni 1956) is een Hongaars piloot en in 2003 de eerste Red Bull Air Race World Series-kampioen.

## Belangrijkste resultaten
1982Oostenrijkse Nationale Kampioenschap – kampioen
1990Wereldvliegkampioenschap – 2e in kampioenschap
1993Breitling Vliegeniers Wereldkampioenschap Aerobatics World Cup - 3e in kampioenschap
1994Wereldkampioen van het Compulsory Program
1995Europees kampioen Freestyle
Europees kampioen van het Compulsory Program
1998FAI World Grand Prix Series - kampioen
2000Wereldkampioen Freestyle
2001FAI World Grand Prix Series - kampioen
2003Tokio, Japan - 1e
2005FAI World Series Grand Prix, Lausanne, Zwitserland - 1e